# Supercoppa spagnola 2004 (pallacanestro maschile)
La Supercoppa spagnola 2004  è la 1ª Supercoppa spagnola di pallacanestro maschile organizzata dalla ACB e la 5ª edizione in generale.
Sarà disputata il 25 e il 26 settembre 2004 presso il Palacio de Deportes José María Martín Carpena di Malaga tra i seguenti quattro club:
- Málaga, squadra ospitante
- Barcellona, campione di Spagna 2003-04
- Saski Baskonia, vincitore della Copa del Rey 2004
- Barcellona, finalista di ULEB Cup 2003-04

## Tabellone
|  | Semifinali     | Semifinali     | Semifinali  |             |            | Finale             | Finale             | Finale             |  |
|  |                |                |             |             |            |                    |                    |                    |  |
|  | Málaga         | Málaga         | 62          |             |            |                    |                    |                    |  |
|  | Málaga         | Málaga         | 62          |             |            |                    |                    |                    |  |
|  | Barcellona     | Barcellona     | 70          |             |            |                    |                    |                    |  |
|  | Barcellona     | Barcellona     | 70          |             | Barcellona | Barcellona         | 76                 |                    |  |
|  |                |                |             |             | Barcellona | Barcellona         | 76                 |                    |  |
|  |                |                | Real Madrid | Real Madrid | 75         |                    |                    |                    |  |
|  | Saski Baskonia | Saski Baskonia | Real Madrid | Real Madrid | 75         | 75                 |                    |                    |  |
|  | Saski Baskonia | Saski Baskonia |             |             |            | 75                 |                    |                    |  |
|  | Real Madrid    | Real Madrid    | 76          |             |            | Finale terzo posto | Finale terzo posto | Finale terzo posto |  |
|  | Real Madrid    | Real Madrid    | 76          |             |            |                    |                    |                    |  |
|  |                |                |             |             |            |                    |                    |                    |  |
|  |                |                |             |             |            | Málaga             | Málaga             | 70                 |  |
|  |                |                |             |             |            | Málaga             | Málaga             | 70                 |  |
|  |                |                |             |             |            | Saski Baskonia     | Saski Baskonia     | 56                 |  |

## Semifinali
| Arbitri: | Juan Carlos Arteaga Jose Antonio Martín Bertrán Daniel Hierrezuelo |

|                 |            |                   |
| Dávid 18        | Punti      | 16 Bullock        |
| Vidal 6         | Assist     | 3 Bennett         |
| Betts, Kornel 6 | Rimbalzi   | 8 Burke           |
| Duško Ivanović  | Allenatori | Božidar Maljković |

| Arbitri: | Eduardo Sancha Francisco De La Maza Emilio Pérez Pizarro |

|                                 |            |             |
| Herrmann 19                     | Punti      | 14 Ilievski |
| Cabezas, Garbajosa, Rodríguez 2 | Assist     | 3 Ilievski  |
| Vázquez 7                       | Rimbalzi   | 13 Dueñas   |
| Sergio Scariolo                 | Allenatori | Joan Montes |

## Finale 3º posto
| Arbitri: | Xavier Amorós José Ramón García Ortiz Vicente Bultó |

|                 |            |                |
| Risacher 14     | Punti      | 14 Calderón    |
| J.I. Sánchez 5  | Assist     | 8 Calderón     |
| Vázquez 9       | Rimbalzi   | 8 Betts        |
| Sergio Scariolo | Allenatori | Duško Ivanović |

## Finale
| Arbitri: | Francisco De La Maza Jose Antonio Martín Bertrán Daniel Hierrezuelo |

| |            | |
| Bullock 18 | Punti      | 21 Bodiroga |
| Bennett 4 | Assist     | 2 Fučka, Ilievski |
| Fōtsīs 9 | Rimbalzi   | 11 Fučka |
| 4 Aspe• 5 Sonko• 6 Bennett• 7 Stojić• 9 Fōtsīs• 11 Herreros• 12 Bueno 14 Reyes• 15 Gelabale• 22 Bullock• 31 Burke• 33 Antelo | Formazioni | 6 Ilievski• 7 Fučka• 8 Trias• 9 Drejer• 10 Bodiroga• 11 Navarro• 12 Dueñas 14 de la Fuente• 18 Espuña• 32 Sada• 33 Gasol |
| Božidar Maljković | Allenatori | Joan Montes |